# Джозеф Полчинскі
Джозеф Полчинскі (англ. Joseph Polchinski; нар. 16 травня 1954 Вайт-Плейнс, США — пом. 2 лютого 2018 Санта-Барбара, Каліфорнія, США) — американський фізик-теоретик. Фахівець у галузі теорії суперструн.

## Нагороди та визнання
- 2002: член Американської академії мистецтв і наук[15].
- 2005: член Національної академії наук США[16]
- 2007: Премія Денні Гайнемана у галузі математичної фізики[17]
- 2008:Медаль Дірака Міжнародного центру теоретичної фізики[18]
- 2013, 2017:Премія з фундаментальної фізики[19][20][21]

## Доробок
- Mit Jin Dai, Robert G. Leigh: New connections between string theories. Modern Physics Letters A 4, 1989, S. 2073 (Einführung D-Branes).
- What is string theory?[недоступне посилання з серпня 2019] Les Houches Lectures, 1994.
- D-Branes and Ramond-Ramond-Charges. Physical Review Letters 75, 1995, S. 4724–4727.
- TASI Lectures on D-Branes.[недоступне посилання з серпня 2019] 1996.
- String Theory. Cambridge University Press, Cambridge 1998.
  - An introduction to the bosonic string. (Band 1), ISBN 0-521-63303-6.
  - Superstring theory and beyond. (Band 2), ISBN 0-521-63304-4.
- Quantum gravity at the Planck length.[недоступне посилання з серпня 2019] SLAC, 1998.
- Mit Gary T. Horowitz: Gauge-Gravity Duality [Архівовано 16 серпня 2018 у Wayback Machine.]. 2006.
- The Cosmological Constant and the String Landscape. Solvay Lectures 2006, arXiv:hep-th/0603249.
- Mit Ahmed Almheiri, Donald Marolf, James Sully: Black Holes: Complementarity or Firewalls? J. High Energy Phys. 2, 062 (2013), arXiv:1207.3123.